# Eberstein (Gemeinde Eberstein)
Eberstein ist eine Ortschaft und Hauptort der Gemeinde Eberstein im Bezirk Sankt Veit an der Glan in Kärnten (Österreich). Die Ortschaft hat 682 Einwohner (Stand 1. Jänner 2024).

## Lage
Die Ortschaft liegt im Osten des Bezirks Sankt Veit an der Glan, auf dem Gebiet der Katastralgemeinde Eberstein im Görtschitztal, bei der Einmündung des Tisäckerbachs in die Görtschitz.

## Geschichte
1299 wird Poesendorf urkundlich genannt. Diese kleine Ansiedlung befand sich offenbar am heutigen südlichen Ortsrand von Eberstein, wo es im Bereich der heutigen Straßenmeisterei bis weit in die zweite Hälfte des 20. Jahrhunderts hinein das Anwesen Pesendorfer gab.
Der Ort Eberstein hatte im 19. Jahrhundert eine vielfältige Bevölkerung: Es gab die Schlossherrschaft mit ihren Dienern und Beamten, einige bäuerliche Familien, Gewerbetreibende – wie Schuster, Schneider, Bäcker, Schmiede, Weber, Kürschner, Lederer, Binder, Färber und Bader –, zahlreiche Lohnarbeiter in Hüttenwerk, Brettensägen und den Handwerksbetrieben, sowie einige Tagelöhner und Kleinkeuschler. Schloss Eberstein wurde 1847/48 umgebaut. 1848 wurde ein zweiter, größerer Hochofen in Eberstein errichtet. Nach der Revolution 1848 wurde 1849 die Gemeinde Eberstein errichtet, und Eberstein wurde Sitz eines Bezirksgerichts. 1850 wurden ein Gendarmerieposten und eine Postexpedition in Eberstein eingerichtet; das Postamt war zunächst für den gesamten Bereich von St. Filippen bis Wieting zuständig. Eberstein wurde so ab Mitte des 19. Jahrhunderts zum Mittelpunkt des Görtschitztals. 1854 wurde am Unteren Platz eine Schule eingerichtet, die 1872 ausgebaut wurde. 1869 wurde die Görtschitztalbahn errichtet. Durch deren Fertigstellung bis Hüttenberg wurde Eberstein nicht nur für Sommerfrischler leichter erreichbar, sondern es wurde auch fürs nördliche Görtschitztal der am leichtesten erreichbare Zentralort. Der Bereich der heutigen Gemeinde Hüttenberg wurde daher 1870 vom Bezirk Althofen abgetrennt und dem Bezirk Eberstein angeschlossen; Eberstein war somit endgültig Zentralort fürs gesamte Görtschitztal geworden. 1873 wurde die Freiwillige Feuerwehr Eberstein gegründet. 1876 eröffnete ein Notariat in Eberstein, es wurden Kreditinstitute gegründet, und 1880 entstand der Straßenausschuss Eberstein, der Vorläufer der Straßenmeisterei. Doch die Fusion der Hüttenberger Eisenwerksgesellschaft mit der Alpine Montan AG 1881 wirkte sich bald auch auf die Ebersteiner Hüttenanlagen ausː Es begannen Entlassungen und Abwanderung aus dem Görtschitztal.
1892/93 wurde eine neue Volksschule in Eberstein errichtet. Ein Unwetter richtete 1895 schwere Schäden im Ort an; mangelnde Hilfe von außerhalb führte 1896 zur Gründung eines Sparkassenvereins in Eberstein. 1903 wurde in der ehemaligen Hochofenanlage ein Zementwerk gegründet, das jedoch schon 1907 Konkurs anmeldete. Ab 1916 kam es zu Versorgungsengpässen im Ort; im November 1918 plünderte die Ortsbevölkerung einen am Bahnhof abgestellten Güterzug. 1933 wurde der Tisäckerbach verbaut.
Bald nach dem Zweiten Weltkrieg wurden die ersten Einfamilienhäuser im Bereich der heutigen Spitzersiedlung errichtet. In den 1970er-Jahren hatten Spitzersiedlung und Hangsiedlung fast die heutige Ausdehnung erreicht; ab den 1980er-Jahren schloss sich südlich die Waldsiedlung an.

## Bevölkerungsentwicklung
Für die Ortschaft erhob man folgende Zahlen:
- 1869: 70 Häuser, 647 Einwohner[3]
- 1880: 83 Häuser, 648 Einwohner (davon die Rotte Aichen 3 Häuser, 20 Einwohner)[4]
- 1890: 89 Häuser, 554 Einwohner[5]
- 1900: 90 Häuser, 582 Einwohner[6]
- 1910: 98 Häuser, 724 Einwohner[7]
- 1923: 99 Häuser, 629 Einwohner[8]
- 1934: 676 Einwohner[9]
- 1961: 149 Häuser, 924 Einwohner[10]
- 2001: 228 Gebäude (davon 194 mit Hauptwohnsitz) mit 360 Wohnungen; 828 Einwohner und 29 Nebenwohnsitzfälle; 352 Haushalte; 43 Arbeitsstätten, 32 land- und forstwirtschaftliche Betriebe[11]
- 2011: 230 Gebäude, 795 Einwohner, 331 Haushalte, 50 Arbeitsstätten[12]
- 2021: 230 Gebäude, 679 Einwohner, 312 Haushalte, 59 Arbeitsstätten[13]

## Ortschaftsbestandteile
In der zweiten Hälfte des 19. Jahrhunderts wurde die Rotte Aichen vorübergehend als Ortschaftsbestandteil geführt.